# Biliana Dudova
Biliana Zhivkova Dudova (en búlgaro: Биляна Живкова Дудова; Vratsa, 1 de agosto de 1997) es una deportista búlgara que compite en lucha libre.
Ganó dos medallas en el Campeonato Mundial de Lucha, en los años 2018 y 2021, y siete medallas en el Campeonato Europeo de Lucha entre los años 2017 y 2025.
Participó en los Juegos Olímpicos de París 2024, ocupando el octavo lugar en la categoría de 62 kg.

## Palmarés internacional
| Campeonato Mundial | Campeonato Mundial      | Campeonato Mundial | Campeonato Mundial |
| Año                | Lugar                   | Medalla            | Categoría          |
| ------------------ | ----------------------- | ------------------ | ------------------ |
| 2018               | Budapest (Hungría)      | Medalla de plata   | 57 kg              |
| 2021               | Oslo (Noruega)          | Medalla de oro     | 59 kg              |
| Campeonato Europeo |                         |                    |                    |
| Año                | Lugar                   | Medalla            | Categoría          |
| 2017               | Novi Sad (Serbia)       | Medalla de oro     | 55 kg              |
| 2018               | Kaspisk (Rusia)         | Medalla de oro     | 57 kg              |
| 2019               | Bucarest (Rumania)      | Medalla de oro     | 59 kg              |
| 2020               | Roma (Italia)           | Medalla de plata   | 59 kg              |
| 2021               | Varsovia (Polonia)      | Medalla de oro     | 59 kg              |
| 2023               | Zagreb (Croacia)        | Medalla de bronce  | 62 kg              |
| 2025               | Bratislava (Eslovaquia) | Medalla de bronce  | 62 kg              |